# Dassault Falcon 20
Il Dassault Falcon 20 è un aereo business jet francese, progettato e prodotto da Dassault Aviation. Questo è stato il primo business prodotto dall'azienda ed è diventato il primo di una serie di jet business prodotti con lo stesso nome: di questi, sia il più piccolo Dassault Falcon 10 e il più grande Dassault Falcon 50 erano derivati diretti del Dassault Falcon 20.

## Storia
Marcel Dassault diede il via libera alla produzione di 8-10 jet esecutivi o militari chiamati Dassault-Breguet Mistèrè 20 nel Dicembre 1961. Il primo prototipo del Mystère 20 era un aereo, ad ala bassa, dotato di due motori Pratt & Witney JT1A-8i e volò per la prima volta il 4 maggio 1963 a Bordeaux-Merignac. Il modello fu in seguito dotato di nuovi motori General Electric CF700 sotto suggerimento della Pan American World Airways ed alcune dimensioni furono aumentate. In seguito la Pan American ne ordinò 40 nuovi velivoli alla Dassault Aviation. Il velivolo con i nuovi motori volò per la prima volta il 10 giugno 1964 e in seguito La Pan American aumentò gli ordini fino a 160 aerei. Nel 1966 la compagnia ri-disegnò l'aereo che prese inizialmente il nome Fan Jet Falcon, per poi diventare Falcon 20, il nome usato tuttora.
A causa delle numerose legislazioni contro il rumore, il Falcon 20 è stato soggetto di restrizioni all'uso in alcuni paesi, oppure è stato soggetto a retrofit. Questo aereo è stato anche usato come banco di prova volante e laboratorio aereo da molti operatori, come NASA e Draken Europe. Nel Novembre 2012, un Falcon 2012 si è fatto distinguere per essere stato il primo aereo civile a volare con carburante 100% biofuel.

## Versioni derivate
Dall'aereo derivano, oltre che il Falcon 200, il Dassault Falcon 900, il Dassault Falcon 10 - anche se nel caso del Falcon 10 la numerazione farebbe supporre che il Falcon 10 sia stato sviluppato prima - ed il Falcon Guardian/Gardian.

### Falcon 200
Dal Falcon 20 fu sviluppato il Dassault Falcon 200. Questa variante, che utilizza un paio di motori Garrett ATF3, che includeva migliorie, come l'aumento della potenza dei motori, maggior autonomia e maggior comfort. In aggiunta, un numero di Falcon 20 che erano originariamente dotati dei motori CF700 engines furono in seguito re-ingegnerizzati con motori turbofan Garrett TFE731. L'aereo divenne così popolare che la produzione andò avanti fino al 1988, ossia quando fu superato dalle nuove soluzioni tecniche della famiglia Falcon.

### Falcon Guardian/Gardian
Falcon Guardian/Gardian utilizzato dalla Guardia Costiera Statunitense, chiamato anche hu-25, e dalla Marine nationale.

### Falcon 30
Bimotore, una versione più grande, da 30 posti, del Falcon 20, solo prototipo.

### Falcon 40
Bimotore, variante del Falcon 30 per il mercato non nordamericano, da 40 posti, non costruito.

## Utilizzatori

### Governativi
Francia
- DGA Essais en vol

14 Falcon 20E in servizio dal 1968 al 25 novembre 2022.

### Militari
Algeria

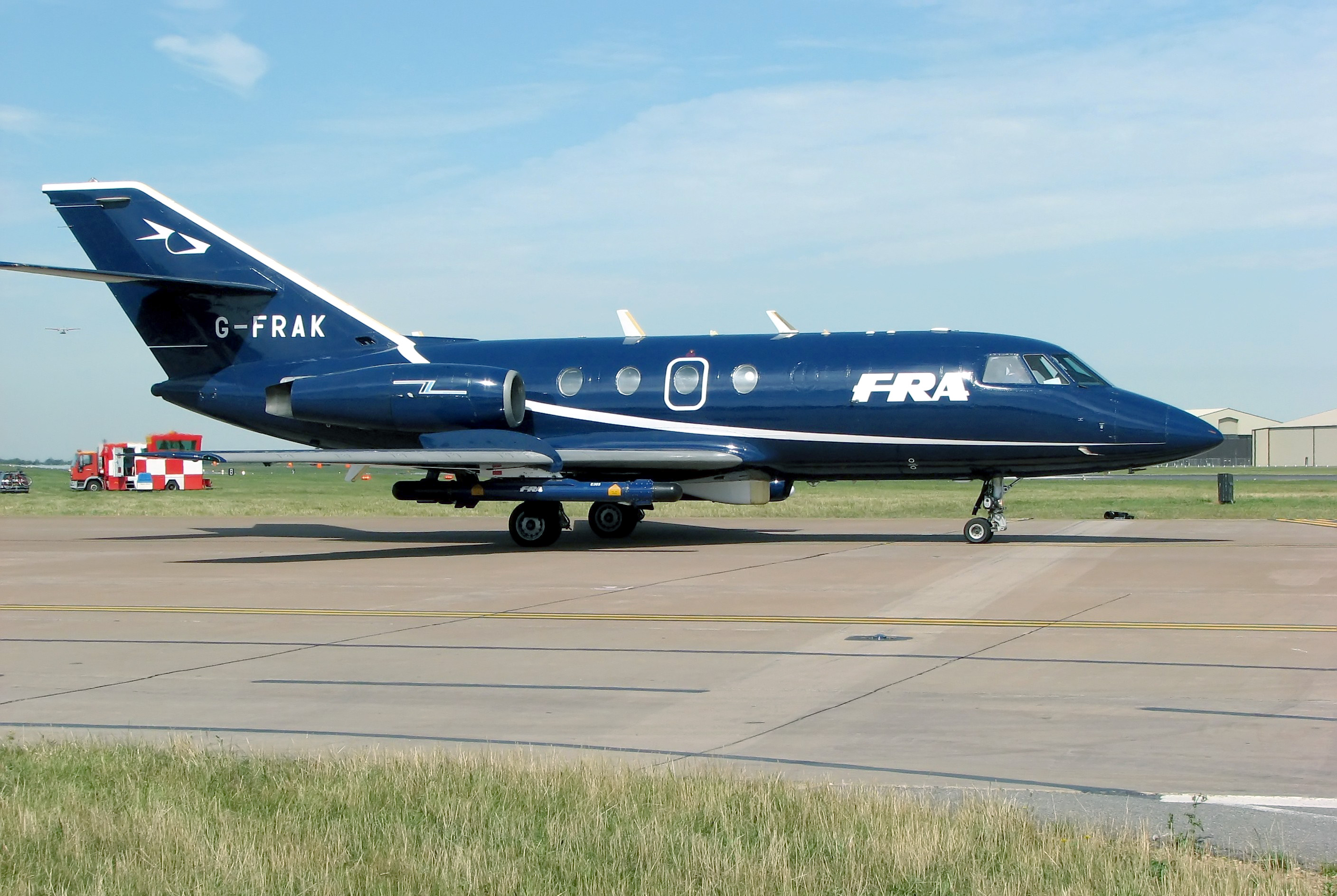
un Dassault Falcon 20

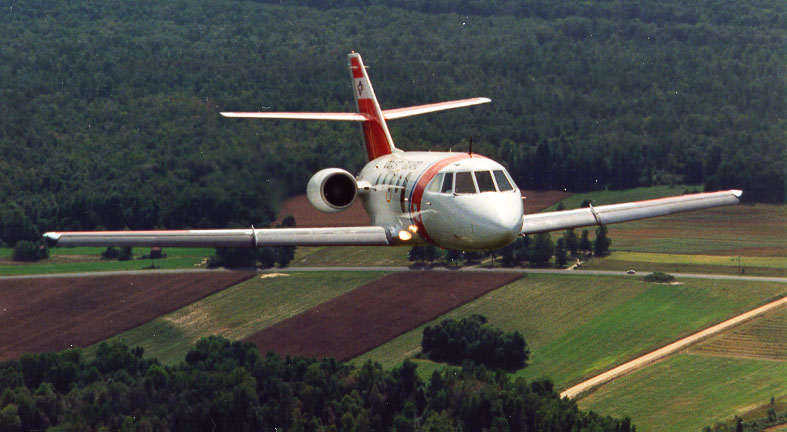
un Dassault Falcon Guardian, anche meglio conosciuto come hu-25, una versione derivata dal Falcon 20

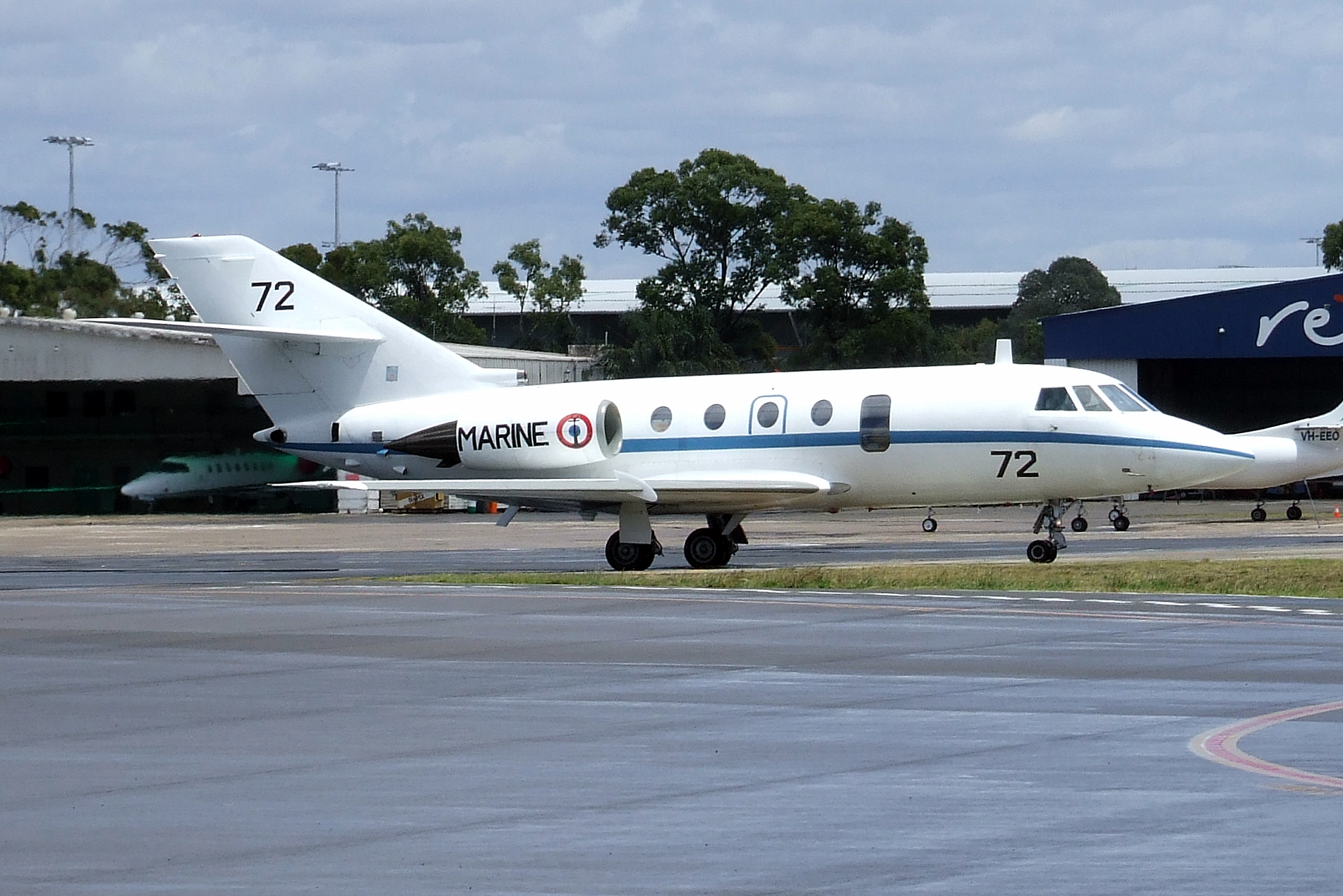
Un Falcon Gardian (la versione francese del Guardian)

- al-Quwwat al-Jawwiyya al-Jaza'iriyya

 Australia
- Royal Australian Air Force

 Belgio
- Composante air de l'armée belge

2 Falcon 20E in servizio dal 1973 al 2016.
 Canada
- Royal Canadian Air Force
- Canadian Armed Forces

 Rep. Centrafricana
- Force Aérienne Centrafricaine

1 Mystère XX consegnato, non si conosce il suo stato di operatività al febbraio 2018.
 Cile
- Fuerza Aérea de Chile

 Costa d'Avorio
- Force Aérienne de la Côte d'Ivoire

 Egitto
- Al-Quwwat al-Jawwiya al-Misriyya

3 esemplari ad uso presidenziale consegnati. 1 Falcon 20E in servizio al giugno 2019.
 Francia
- Armée de l'air
- Marine nationale/Aéronautique navale (Gardian)

5 Falcon 20G in servizio al giugno del 2023.
- - Escadrille 9S sulla BAN Tontouta (Nuova Caledonia) dal 1983 al 2000
  - Escadrille 12S sulla Base aérienne 190 Tahiti-Faa'a (Polinesia francese) dal 1984 al 2000
  - Flottille 25F sulla BAN Tontouta e sulla Base aérienne 190 Tahiti-Faa'a dal 2000 ad oggi e tra il 2001 e il 2003 anche sulla Base aérienne 365 Lamentin (Martinica)

 Guinea-Bissau
- Força Aérea da Guiné-Bissau

 Gibuti
- Force Aérienne du Djibouti

 Giordania
- Al-Quwwat al-Jawwiyya al-malikiyya al-Urdunniyya

 Iran
- Niru-ye Havayi-ye Artesh-e Jomhuri-ye Eslami-e Iran

2 Falcon 20E consegnati.
- Niru-ye Havayi-ye Shahanshahiy-e Iran (Imperial Iranian Air Force)

 Libano
- Al-Quwwat al-Jawwiyya al-Lubnaniyya

 Libia
- Al-Quwwat al-Jawwiyya al-Libiyya (Mirage Weapons Trainer)

 Marocco
- Forces royales air

2 Falcon 20 ECM/ELINT acquistati dal 1968, sono stati aggiornati nel 2005.
 Norvegia
- Kongelige Norske Luftforsvaret

2 Falcon 20ECM consegnati a partire dal 1972 e ritirati il 30 settembre 2022.
 1 Falcon 20C-5 per la calibrazione dei sistemi, consegnato a partire dal 1979 e ritirato dal servizio il 14 dicembre 2017.
 Oman
- Al Quwwat al-Jawwiya al-Sultanya al-Omanya

 Pakistan
- Pakistani Fida'iyye

2 Falcon 20D EW in servizio al febbraio 2019.
 Perù
- Fuerza Aérea del Perú

 Portogallo
- Força Aérea Portuguesa

 Spagna
- Ejército del Aire

2 Falcon 20EW in servizio al marzo 2020.
 Siria
- Al-Quwwat al-Jawwiyya al-'Arabiyya al-Suriyya

 Tunisia
- Al-Quwwat al-Jawwiyya al-Jamahiriyya al-Tunisiyya

 Stati Uniti
- United States Coast Guard: la guardia costiera degli Stati Uniti d'America (USCG) operava un modello del Falcon 20, chiamato HU-25 Guardian. Il Guardian era utilizzato come ricognitore ad alta velocità per localizzare sopravvissuti di incidenti marittimi e dirigere aerei più lenti e navi di soccorso, e per il contrasto al traffico di droga via aerea e marittima.

 Sudan
- Al-Quwwat al-Jawwiyya al-Sudaniyya

 Venezuela
- Fuerza Aérea Venezolana

1 Falcon 20DC per guerra elettronica in servizio al settembre 2018.

### Periodici
- (EN) Grooming the Mystère 20, in Flight, Sutton, Surrey - UK, Reed Business Information Ltd., 30 gennaio 1964,  pp. pp. 167-170. URL consultato il 9 novembre 2013.